# Panshan Baoji
Panshan Baoji (chiń. 盤山寶積, pinyin Pánshān Bǎojī; kor. 반산보적 Pansan Pojŏk; jap. Banzan Hōshaku; wiet. Bàn Sơn Bảo Tích; ur. 720, zm. 814) – chiński mistrz chan szkoły hongzhou.

## Życiorys
Panshan pochodził z Youzhou, w pobliżu dzisiejszego Pekinu.
Był uczniem mistrza chan Mazu Daoyi.
Pewnego dnia idąc przez targ usłyszał klienta mówiącego do rzeźnika Daj mi kota najlepszej jakości.
Rzeźnik odłożył tasak, założył przed sobą ramiona i powiedział Panie, gdzie jest tu coś, co nie jest najlepszej jakości?
Po usłyszeniu tych słów Panshan został natychmiast oświecony.
Innego dnia Panshan był świadkiem pogrzebu i usłyszał rozpaczającego jednego z żałobników Czerwona kula nieuchronnie pogrąża się na zachodzie. Któż wie, gdzie ta dusza się udaje?
Z pogrzebowego namiotu syn zmarłej osoby krzyknął Niestety! Niestety!
Te słowa również znalazły głęboki oddźwięk w Panshanie.
Powrócił do mistrza Mazu, który potwierdził jego przebudzenie.
Po otrzymaniu od mistrza przekazu Dharmy, Panshan został opatem klasztoru w Youzhou w prow. Hebei.
Pewnego dnia mnich spytał mistrza Co jest Drogą?
Mistrz krzyknął Aaaagh!
Mnich powiedział  Ten uczeń nie rozumie znaczenia tego.
Mistrz powiedział Idź!
Kiedy mistrz był już bliski śmierci, powiedział do mnichów Czy jest tu ktoś wśród was, który mógłby narysować moją podobiznę?
Wielu mnichów narysowało Panshana, ale nic się mistrzowi nie podobało. Wtedy wystąpił mnich Puhua i powiedział Ja mogę to narysować.
Panshan powiedział Dlaczego mi tego nie pokażesz?
Puhua fiknął kozła i wyszedł.
Panshan powiedział Kiedyś ten facet będzie uczył innych w szalony sposób!
Po wypowiedzeniu tych słów mistrz zmarł.
Otrzymał pośmiertne imię „Wielki nauczyciel Skrystalizowanej Ciszy”. Jego stupa została nazwana „Granica Prawdy”.
Występuje w gong’anie 37 z Biyan lu.

## Linia przekazu Dharmy zen
Pierwsza liczba oznacza liczbę pokoleń od Pierwszego Patriarchy chan w Indiach Mahakaśjapy.
Druga liczba oznacza liczbę pokoleń od Pierwszego Patriarchy chan w Chinach Bodhidharmy.
Trzecia liczba oznacza początek nowej linii przekazu w innym kraju.
- 33/6. Huineng (638–713)
  - 34/7. Nanyue Huairang (677–744)
    - 35/8. Mazu Daoyi (709–788) szkoła hongzhou
      - 36/9. Baizhang Huaihai (720–814)
        - 37/10. Baizhang Niepan (bd) w niektórych tekstach przypisywany Mazu
        - 37/10. Guishan Lingyou (771–853) szkoła guiyang
        - 37/10. Huangbo Xiyun (zm. 850)
          - 38/11. Linji Yixuan (zm. 867) szkoła linji

      - 36/9. Damei Fachang (752–839)
        - 37/10. Juzi (bd)
        - 37/10. Hangzhou Tianlong
          - 38/11. Jinhua Juzhi (bd)

      - 36/9. Panshan Baoji (720–814)
        - 37/10. Zhenzhou Puhua (zm. 860) czasem traktowany jako spadkobierca mistrza Linjiego Yixuana